# Veenraadschap der Geldersche en Stichtsche Veenen
Het Veenraadschap der Geldersche en Stichtsche Veenen was een waterschap in de Nederlandse provincie Utrecht en de provincie Gelderland en omvatte het gebied van de Rhenense en Eder venen, hieruit ontstond de gemeente Veenendaal. De latere gemeente Veenendaal lag zowel op Stichts grondgebied als in Gelderland. Het waterschap heeft net iets meer dan 400 jaar bestaan en is nu onderdeel van het waterschap Vallei en Veluwe.